# レイヤーズコンサルティング
株式会社レイヤーズ・コンサルティングは、1983年に会計士集団によって設立された日本発のコンサルティング会社。
本社は東京都品川区(JR目黒駅前)。

## 概要
「レイヤーズ・コンサルティング」という社名には、経営を「戦略の階層（レイヤー）」、「マネジメントの階層」、「プロセスの階層」、「リソースの階層」の４つのレイヤーに分けて専門性の高いコンサルティングサービスを提供したいという想いが込められている。
主に下記9つをサービスラインとして提供
1. 新規事業開発、ビジネスモデル変革、M＆A支援
2. グループ・グローバル経営管理
3. ガバナンス・リスクマネジメント強化
4. マーケティング戦略、営業改革
5. 本社・間接業務改革
6. サプライチェーンマネジメント
7. ヒューマンリソースマネジメント
8. ビジネスプロセスアウトソーシング
9. デジタル化戦略・ITマネジメント

## 特徴
「戦う創造集団」をパーパスとして掲げ、日本発のコンサルティング会社として、独立資本である点を強みとしている。経営陣に公認会計士が多く、経営管理、サプライチェーンマネジメント、エンジニアリングチェーンマネジメント、基幹システム導入、業務改革支援などのコンサルティングサービスを提供する他、新規事業開発支援や、人事戦略策定支援、ビジネスプロセスアウトソーシング支援なども行っている。
2012年4月にはインドのタタ財閥系コンサルティング会社Tata Strategic Management Groupと日本企業のインド進出支援についての業務提携を行った。
2024年7月、日本企業のグローバル展開を成功裡に導くために、世界7ヵ国の地域に根差したコンサルティングファームとの戦略的連携を行ったことを発表した。

## 沿革
- 1983年12月- 株式会社レイヤーズ・コンサルティング設立
- 2007年3月 - 本社を東京都港区高輪エスパシオ高輪203から東京都中央区晴海トリトンスクエアZ棟29階に移転。
- 2014年4月 - レイヤーズ・コンサルティング、アメリカ現地法人を設立[4]。
- 2014年4月 - レイヤーズ・コンサルティング、シンガポール現地法人を設立[5]。
- 2018年2月 - 本社を目黒セントラルスクエア14階に移転
- 2022年3月 – 株式会社ベルシステム24ホールディングスとの合弁会社、Horizon One株式会社を設立[6]

## グループ会社
- レイヤーズ・コンサルティング　アメリカ
- レイヤーズ・コンサルティング　シンガポール
- 株式会社Future Dimension Drone Institute（ドローン事業）
- Horizon One株式会社（人事・経理分野におけるコンサルティング・アウトソーシングサービス）

## 提携コンサルティングファーム一覧
インド
- Growbet Partners
- Transaction Square

タイ
- Research Asia Co., LTD

インドネシア
- Skha Consulting

ヨーロッパ
- Berenschot
- Bonfiglioli Consulting
- Bové Montero y Associados

中国
- Spring Pillar

## アドバイザリーボード
- 宮内義彦 - 経営諮問委員
- 新浪剛史 - 経営諮問委員
- 原良也 - 経営諮問委員
- 野路國夫 - 経営諮問委員
- 澤田道隆 - 経営諮問委員
- 天野　吉和 – 顧問
- 石野　博 – 顧問
- 宇治　則孝 – 顧問
- 金井  誠太 – 顧問
- 河田　潤　 – 顧問
- 小林　英幸 – 顧問
- 佐藤　正春 – 顧問
- 佐藤　泰男 – 顧問
- 蛇川　忠暉 – 顧問
- 立岡　恒良 – 顧問
- 西畑　智博 – 顧問
- 原田　曜平 – 顧問
- 藤田　純孝 – 顧問
- 古川　浩司 – 顧問
- 三谷 宏幸 – 顧問
- 井手　秀樹 - 学術顧問
- 入山　章栄 - 学術顧問
- 岩本　隆 - 学術顧問
- 川上　昌直 - 学術顧問
- 小島　武仁- 学術顧問
- 藤本　隆宏- 学術顧問